# 长仁河

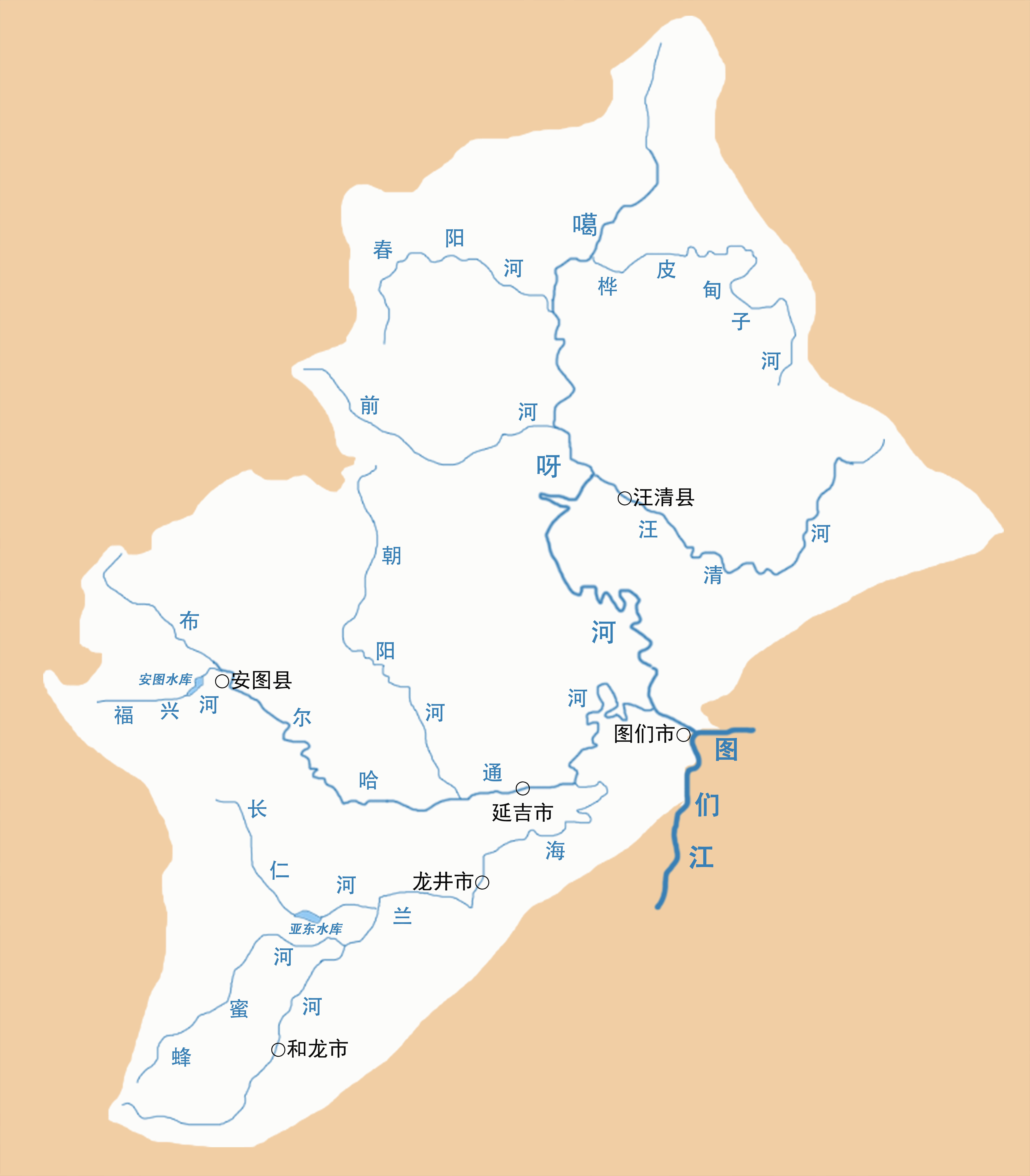
嘎呀河水系图。

长仁河，位于中华人民共和国吉林省延边朝鲜族自治州和龙市北部，是海兰江左岸支流，发源于和龙市与安图县交界的黄（荒）沟岭东麓，东南流经长仁林区、头道镇青龙村后注入亚东水库，出库后向东流经龙泉、志新、民康、太平屯等村屯，最后于头道镇以南汇入海兰江。河长50.5千米，流域面积344平方千米，河道平均比降7‰，年均径流量0.752亿立方米。